# Каракой Тихін Кирилович
Ти́хін Кири́лович Каракой (17 серпня 1923, Білоусівка — 20 лютого 2015, Кишинів) — український радянський фельдшер, Герой Соціалістичної Праці.

## Життєпис
Народися 17 серпня 1923 в селі Білоусівці (нині Тульчинського району Вінницької області, Україна). Українець.
25 квітня 1944 року Тульчинським районним військовим комісаріатом призваний до Червоної армії. Учасник німецько-радянської війни. Служив розвідником взводу пішої розвідки 836-го стрілецького полку 240-ї стрілецької дивізії 40-ї армії 2-го Українського фронту, червоноармієць. 25 вересня 1944 року був легко поранений. Брав участь у наступальних боях у Карпатських горах у Трансильванії; у боях на підступах до міста Кремниці. Нагороджений орденами Вітчизняної війни I (6 квітня 1985) та II (5 квітня 1945) ступенів; медалями «За перемогу над Німеччиною» (9 травня 1945) та «За відвагу» (15 травня 1945).
1948 року закінчив Тульчинську фельдшерсько-акушерську школу, після чого до виходу на пенсію у 1973 році працював завідувачем фельдшерсько-акушерського пункту в селі Калініному Тульчинського району. У 1961 році нагороджений медаллю «За трудову доблесть».
Уміло організовував профілактичну, лікувальну й оздоровчу роботу, внаслідок чого різко знизилися дитяча смертність, рівень інфекційних захворювань; добився ліквідації дифтерії; повного охоплення породіль стаціонарним медичним обслуговуванням; згуртував громаду на санітарний благоустрій села. Указом Президії Верховної Ради СРСР від 4 лютого 1969 року за великі заслуги у галузі охорони здоров'я радянського народу удостоєний звання Героя Соціалістичної Праці з врученням ордена Леніна (№ 401 013) і медалі «Серп і Молот» (№ 12 248).
Помер 20 лютого 2015 року у Кишиневі.